# Sander Helven
Sander Helven (Hasselt, 30 de mayo de 1990) es un exciclista belga que fue miembro del equipo Profesional Continental Topsport Vlaanderen-Baloise desde 2013 hasta 2016, año de su retirada.

## Palmarés
2012 (como amateur)
- Omloop Het Nieuwsblad sub-23

2014
- 1 etapa de la Estrella de Bessèges